# 卡罗县
卡罗县是印度尼西亚北苏门答腊省的一个县，地处巴里桑山脉，县治为卡班贾赫。
卡罗县的面积为2,127平方公里，其中61%由森林覆盖。据2010年人口普查，全县人口为350,479。